# Johann Christian Klengel

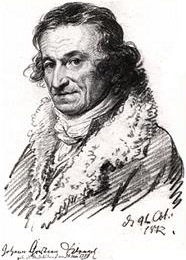
Johann Christian Klengel

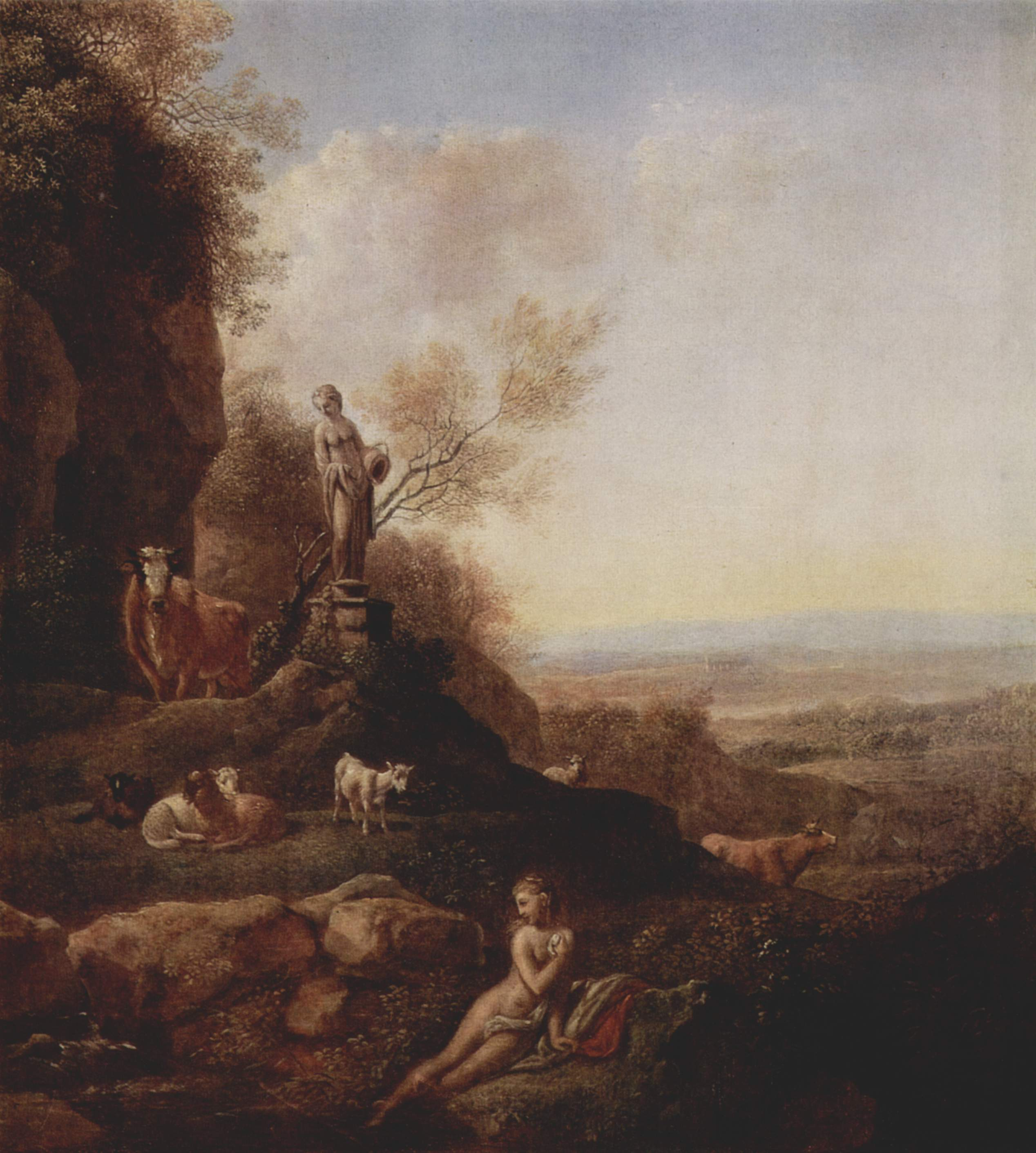
Italienische Landschaft, Öl auf Leinwand, 1816

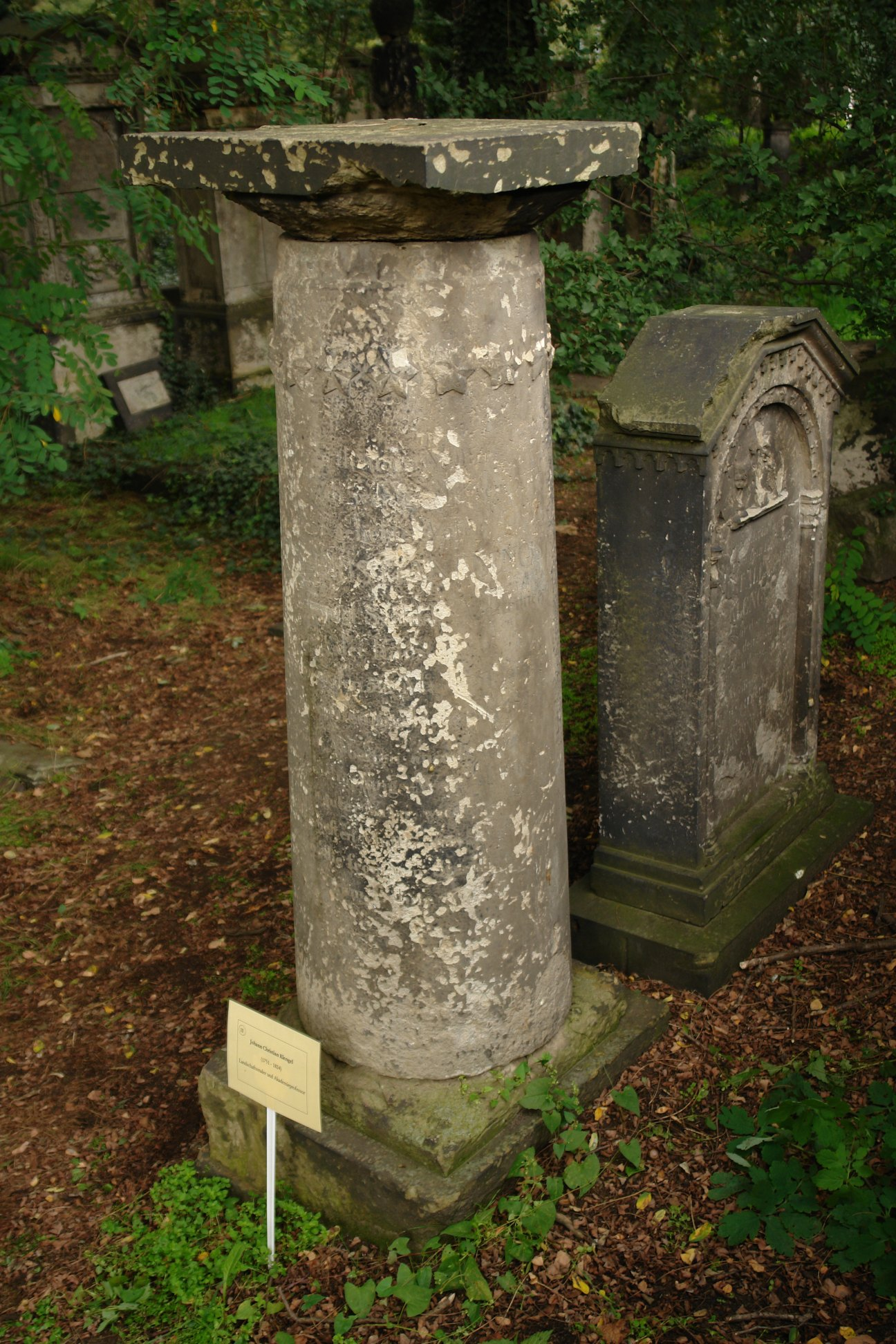
Grab Klengels in Dresden

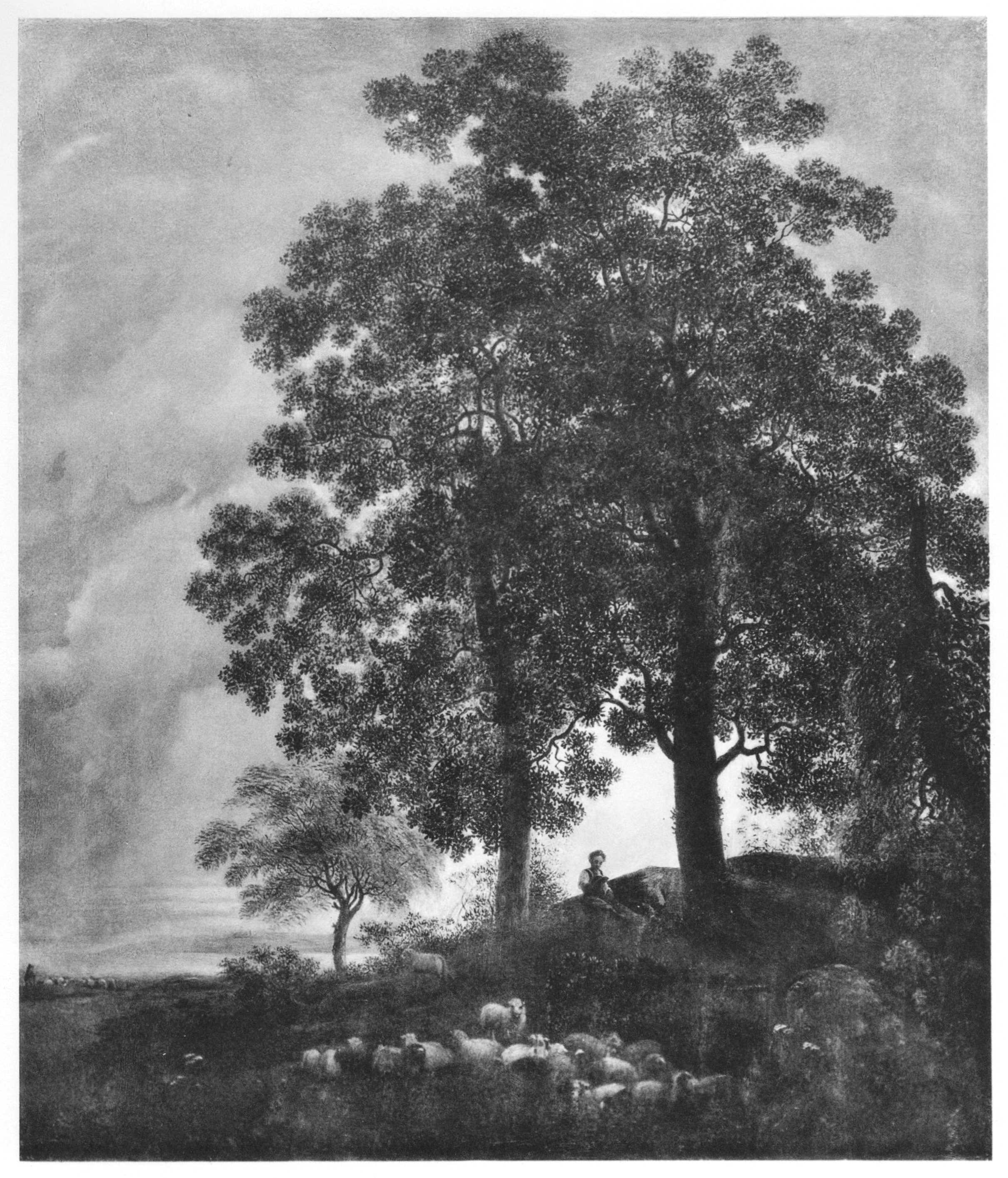
Abendlandschaft Öl auf Leinwand 1803, 1931 verbrannt

Johann Christian Klengel (* 5. April 1751 in Kesselsdorf; † 19. Dezember 1824 in Dresden) war ein deutscher Radierer und Maler.

## Leben und Schaffen
Klengel besuchte die Zeichenschule in Dresden. Sein Lehrer war Christian Wilhelm Ernst Dietrich. 1790 ging er nach Italien und wurde 1802 Professor an der Kunstakademie Dresden. Einer seiner Schüler war Karl Gottfried Traugott Faber. Seine letzte Ruhestätte fand er auf dem Eliasfriedhof in Dresden im Feld A 2-3.
Er malte ideale Landschaften und idyllische Kompositionen, meist im Morgen- oder Abendlicht. 1812 gab er eine Sammlung von zwölf Folioblättern für Landschaftszeichner unter der Aufschrift „Principes de dessins pour les paysages“ heraus sowie 1824 eine ähnliche Anzahl Vorlegeblätter, jetzt unter dem Titel „Études de paysages“ bekannt.

## Werke
- Ansicht aus dem Lockwitzgrund, ohne Jahresangabe, Öl auf Leinwand, 85 × 103 cm, Städtische Galerie Dresden, Inv.Nr. 1980/k488
- Das Weer hinter der Pusch-Mühle, in Plauschen Grunde bey Dresden, 1781
- Die neue Brücke bey dem Hegereiter, 1781
- Ein Theil des Reisewizischen Gartens in Plauen bey Dresden, 1781
- Gegend aus dem Friedrichstädter Gehege bey Dresden, 1795
- Gegend zwischen Potschappel und der Pulvermühle auf dem Rückwege, 1799
- Der Windberg, 1799
- Das Wehr hinter der Buschmühle, 1799
- Die neue Brücke im Plauischen Grunde bey Dresden, 1800
- Das Haupt-Thal von Grünfild, 1800
- Das Landhaus in Grünfild, 1800
- Grünfild von der Abendseite gezeichnet: dem Hochfürstlichen Hauß von Schoenburg unterthänigst gewidmet, 1800